# Liparis trulliformis
Liparis trulliformis är en orkidéart som beskrevs av Rudolf Schlechter. Liparis trulliformis ingår i släktet gulyxnen, och familjen orkidéer. Inga underarter finns listade i Catalogue of Life.